# 西山小檗
西山小檗（学名：Berberis wangii）是小檗科小檗属的植物，为中国的特有植物。分布于中国大陆的云南等地，生长于海拔1,600米至2,300米的地区，见于山坡灌丛中、混交林中以及砂石坡，目前尚未由人工引种栽培。